# Neomicroxus
Neomicroxus (Alvarado-Serrano & D'Elia, 2013) è un genere di roditori della famiglia dei Cricetidi.

## Descrizione

### Dimensioni
Al genere Neomicroxus appartengono roditori di piccole dimensioni, con lunghezza della testa e del corpo tra 74 e 92 mm e la lunghezza della coda tra 63 e 90 mm..

### Caratteristiche craniche e dentarie
Il cranio è delicato e provvisto di un rostro lungo ed affusolato, la scatola cranica è rigonfia mentre le arcate zigomatiche sono parallele. I fori palatali sono corti, mentre la bolla timpanica è rigonfia. Gli incisivi superiori sono lisci ed ortodonti. 
Sono caratterizzati dalla seguente formula dentaria:

### Aspetto
La pelliccia è soffice e densa. Le parti dorsali variano dal castano scuro al bruno-nerastro, mentre le parti ventrali sono leggermente più chiare. Le orecchie sono relativamente corte. Le zampe sono marroni scure, gli artigli sono parzialmente nascosti da ciuffi di peli argentati. Le piante dei piedi sono provviste di sei cuscinetti carnosi. La coda è lunga circa quanto la testa ed il corpo ed è leggermente più chiara sotto.

## Distribuzione
Il genere è diffuso nella parte settentrionale delle Ande, dal Venezuela occidentale all'Ecuador centrale.

## Tassonomia
Il genere comprende 2 specie.
- Neomicroxus bogotensis
- Neomicroxus latebricola